# 新治村 (神奈川県)
新治村（にいはるむら）は、1889年（明治22年）4月1日から1939年（昭和14年）4月1日まで存在した神奈川県都筑郡の村。

## 概要
神奈川県都筑郡中部の村。現在の神奈川県横浜市緑区の大部分（恩田川以北と長津田地区を除く）と、保土ケ谷区北部にあたる。

## 地理
- 川：恩田川・鶴見川、新井川・菅田川（帷子川支流）

## 歴史

### 沿革
- 1889年（明治22年）4月1日 - 町村制の施行により、中山村、寺山村、上猿山村、下猿山村、鴨居村、本郷村、台村、久保村、榎下村、十日市場村、上菅田村、新井新田が合併して成立。
- 1939年（昭和14年）4月1日 - 横浜市に編入。同日新治村廃止。同日に新設された港北区の一部となる。
- 1969年（昭和44年）4月1日
  - 横浜市港北区から緑区が分区。旧村域のうち下記を除く地域が緑区となる。
  - 上菅田町、新井町（それぞれ旧上菅田村、新井新田）が保土ケ谷区に編入。

## 経済

### 産業
農業
『大日本篤農家名鑑』によれば、新治村の篤農家は「奥津徳兵衛、遠藤春吉、黒瀧喜三郎、小原太一郎、相原善太郎、斎藤庸、斎藤一造、土志田養蔵」などがいた。
- 下猿山の磯貝徳三郎（農業）[2]
- 下猿山の鈴木音蔵（農業）[2]
- 下猿山の鈴木政五郎（農業）[2]
- 下猿山の金子文吉（農蚕業）[2]
- 久保の岩澤源吉（農業）[2]
- 十日市場の石井三五（農業）[2]
- 十日市場の田中徳三郎（農業）[2]
- 十日市場の田中吉三郎（農蚕業）[2]
- 十日市場の田中順蔵（農蚕業）[2]
- 十日市場の金子岡右衛門（農蚕業）[2]
- 十日市場の加藤充太郎（農蚕業）[2]
- 十日市場の吉川吉左衛門（農蚕業）[2]
- 鴨居の岩岡久作（農業）[2]
- 鴨居の黒瀧喜三郎（農業）[2]
- 鴨居の柳下竹蔵（農業）[2]

商工業
- 斎藤芳雄（旅人宿）[2]
- 柳下徳次郎（酒醸造業）[2]

## 交通

### 鉄道
- 鉄道省（現JR東日本）
  - 横浜線：中山駅

現在は横浜線の鴨居駅、十日市場駅、横浜市営地下鉄グリーンラインの中山駅が存在するが、当時は未開業。

### 道路
- 中原街道

## 現在の地名
いずれも大体の範囲。
横浜市緑区
- 住居表示実施地区：東本郷、鴨居、中山、白山、上山、森の台、霧が丘
- 住居表示未実施地区：東本郷町、鴨居町、寺山町、竹山、台村町、三保町、新治町（旧・榎下に当たり、横浜市合併時に改称）、十日市場町

横浜市保土ケ谷区
- 住居表示未実施地区：上菅田町、新井町